# Pugilato ai I Giochi del Mediterraneo

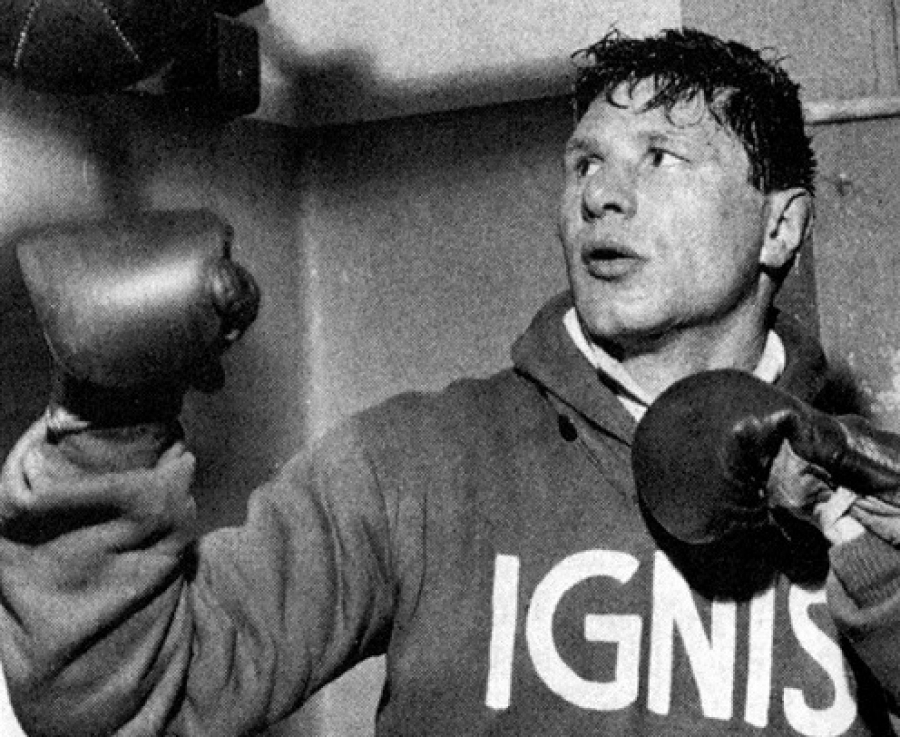
Bruno Visintin, vincitore della medaglia d'oro nella categoria fino a 63,5 kg

Gli incontri di pugilato ai I Giochi del Mediterraneo furono disputati dal 5 al 22 ottobre 1951 ad Alessandria d'Egitto nella Sala boxe di Alessandria, le fasi eliminatorie, e nella Palestra dello Stadio di Alessandria, per quanto riguarda le finali. Vennero assegnate le medaglie in nove categorie di peso esclusivamente maschili.

## Podi

### Uomini
| Evento          | Oro                          | Argento                | Bronzo                |
| fino a 51 kg    | Aristide Pozzali             | El Sayed El Kalash     | Fekri Idris           |
| fino a 54 kg    | Ibrahim Abdrabbou            | Veniero Innocenti      | Said el-Rai           |
| fino a 60 kg    | Saleh Abbas                  | Franco Giannini        | Tawfiq Habashi        |
| fino a 63,5 kg  | Bruno Visintin               | Mohyee El Din Elhamaki | Tawfiq Habashi        |
| fino a 67 kg    | Renzo Ruggieri               | Fatih Abdelrahman      | Ragheb Saman          |
| fino a 71 kg    | Gharib Afifi                 | Josef Habis            | Salah El Masri        |
| fino a 75 kg    | Mustafa Fahim                | Mohamed El Aktaa       | Walter Sentimenti     |
| fino a 81 kg    | Giovanni-Battista Alfonsetti | Mohamed El Minibavi    | Abdel Wahab El Halabi |
| oltre gli 81 kg | Giacomo Di Segni             | Ahmad El Minibavi      | Fathi El Tork         |

## Medagliere
| Posizione | Paese   | Oro | Argento | Bronzo | Totale |
| --------- | ------- | --- | ------- | ------ | ------ |
| 1         | Egitto  | 5   | 3       | 1      | 9      |
| 2         | Italia  | 5   | 2       | 1      | 8      |
| 3         | Siria   | 0   | 3       | 4      | 7      |
| 4         | Libano  | 0   | 1       | 4      | 5      |
| 5         | Tunisia | 0   | 1       | 0      | 1      |
| Totale    | Totale  | 10  | 10      | 10     | 30     |